# Grote Prijs Raf Jonckheere 1989
De 39e editie van de Belgische wielerwedstrijd Grote Prijs Raf Jonckheere werd verreden op 24 juli 1989. De start en finish vonden plaats in Westrozebeke. De winnaar was Adrie van der Poel, gevolgd door Bruno Bruyere en Patrick Deneut.

## Uitslag
| Grote Prijs Raf Jonckheere 1989 |                    |                    |      |
| Plaats                          | Naam               | Ploeg              | Tijd |
| Winnaar                         | Adrie van der Poel | Domex-Weinmann     |      |
| 2                               | Bruno Bruyere      | ADR-Fangio-IOC-MBK |      |
| 3                               | Patrick Deneut     | Lotto              |      |

1951 · 1952 · 1953 · 1954 · 1955 · 1956 · 1957 · 1958 · 1959 · 1960 · 1961 · 1962 · 1963 · 1964 · 1965 · 1966 · 1967 · 1968 · 1969 · 1970 · 1971 · 1972 · 1973 · 1974 · 1975 · 1976 · 1977 · 1978 · 1979 · 1980 · 1981 · 1982 · 1983 · 1984 · 1985 · 1986 · 1987 · 1988 · 1989 · 1990 · 1991 · 1992 · 1993 · 1994 · 1995 · 1996 · 1997 · 1998 · 1999 · 2000 · 2001 · 2002 · 2003 · 2004 · 2005 · 2006 · 2007 · 2008 · 2009 · 2010 · 2011 · 2012 · 2013 · 2014 · 2015 · 2016 · 2017 · 2018 · 2019 · 2020 · 2021 · 2022